# 比尔·罗纳德
比尔·罗纳德（英語：Bill Ronald，1949年6月7日—），澳大利亚男子击剑运动员。他曾代表澳大利亚参加1970年英联邦运动会击剑比赛，获得一枚银牌。他也曾参加1968年夏季奥林匹克运动会。